# White Rabbit (film)
Pour les articles homonymes, voir White Rabbit.
Pour plus de détails, voir Fiche technique et Distribution.
White Rabbit est un film américain, sorti en 2013.

## Fiche technique
- Titre : White Rabbit
- Réalisation : Tim McCann
- Scénario : Anthony Di Pietro
- Pays de production : États-Unis
- Genre : drame
- Date de sortie : 2013

## Distribution
- Nick Krause : Harlon Mackey
- Britt Robertson : Julie
- Todd McLaren : Voix du lapin
- Sam Trammell : Darrell Mackey
- Dodie Brown : Ruby Mackey
- Ryan Lee : Steve